# Nuklearna elektrana Isar
Nuklearna elektrana Isar je nuklearna elektrana koja se nalazi na rijeci Isar i ima dva nuklearna reaktora. Nalazi se 14 kilometara od grada Landshuta, između sela Essenbach i Niederaichbach (njemačka savezna pokrajina Bavarska). Instalirana snaga elektrane je 2 387 MW. U njemačkoj saveznoj pokrajini Bavarskoj nalazi se i Nuklearna elektrana Gundremmingen, koja je ujedno i najveća nuklearna elektrana u Njemačkoj, s instaliranom snagom od 2 688 MW.

## Tehnički podatci
| Nuklearni reaktor | Vrsta reaktora     | Nazivna snaga | Maksimalna snaga | Gradnja započela  | Spojen na elektroenergetski sustav | Prisutan na tržištu | Zatvaranje       |
| ----------------- | ------------------ | ------------- | ---------------- | ----------------- | ---------------------------------- | ------------------- | ---------------- |
| Isar-1 (KKI 1)    | Kipući reaktor BWR | 878 MW        | 912 MW           | 01. svibnja 1972. | 03. prosinca 1977.                 | 21. ožujka 1979.    | 17. ožujka 2011. |
| Isar-2 (KKI 2)    | Tlačni reaktor PWR | 1410 MW       | 1485 MW          | 15. rujna 1982.   | 22. siječnja 1988.                 | 09. travnja 1988.   | (2021.)          |

## Njemačka odluka o prijevremenom zatvaranju svih nuklearki do 2022.
Njemačka je vlada 30. svibnja 2011. objavila svoju odluku o zatvaranju svih 17 nuklearnih elektrana do 2022. Ista je vlada odmah nakon nesreće u nuklearnoj elektrani Fukushima I zatvorila, tada privremeno, 7 najstarijih nuklearki koje su po dizajnu slične Nuklearnoj elektrani Fukushimi Daiichi (kipući reaktor). Trenutno je obustavljena i osma nuklearka, a najkasnije do 2021. plan je zatvoriti narednih 6 te zadnje 3 godinu poslije. 
Službenu izjavu o zatvaranju prati i najava velikih promjena u njemačkom elektroenergetskom sustavu, smanjivanje potrošnje električne energije za 10 % i jasno još veće oslanjanje na obnovljive izvore energije u iznosu od 35 % do 2022. Premda je ovo više nego tehnički izazovno, jer Njemačka već vrlo racionalno troši električnu energiju i ima natprosječno veliki udio korištenja varijabilne i slabo predvidive energije vjetra i Sunca, to je vjerojatno moguće izvesti, ali ostaje za vidjeti uz koju cijenu. Ne samo da će ovime Njemačka imati značajno skuplju električnu energiju, nego je vrlo izvjesno da će trebati uvoziti značajne količine električne energije iz nuklearki u Francuskoj, elektrana na ugljen iz Poljske ili će sama morati graditi dodatne fosilne izvore (time se dakle ponašati upravo suprotno kako svojoj antinuklearnoj orijentaciji, tako i nastojanju da se smanji emisija stakleničkih plinova). Jasno je da će time utjecati i na porast cijene električne energije u regiji. Austrija i Italija su poznate nenuklearne zemlje koje uvoze električnu energiju proizvedenu u nuklearkama susjednih zemalja. Njemački planovi da smanji 40 % emisije CO2 do 2020. ovime za jedne izgledaju realniji, a za druge posve neostvarivi. 
Nuklearne elektrane su 2010. proizvele 22 %električne energije u Njemačkoj, a obnovljivi izvori energije 17% (ostalo su fosilni izvori s dominacijom ugljena). Dodatno povećanje udjela obnovljivih izvora energije na 35% se planira korištenjem energije vjetra, Sunca, hidroenergije, geotermalne energije i biomase iz otpada. Problem za sebe, ekonomski i tehnički, predstavlja činjenica da je većina vjetroelektrana na sjeveru, a industrija i nuklearke na jugu.

### Antinuklearni prosvjedi
Dana 14. ožujka 2011. je nekoliko desetaka tisuća ljudi formiralo ljudski lanac između Nuklearne elektrane Neckarwestheim i Stuttgarta, na prosvjedu kojim su pozivali na zatvaranje te elektrane. Više od 100 000 ljudi sudjelovalo je u antinuklearnim prosvjedima, kojima su pozivali na zatvaranje nuklearnih centrala zbog dramatičnih zbivanja u Japanu, u više od 450 gradova. Prosvjednici smatraju da nijedna od 17 nuklearnih elektrana u Njemačkoj ne bi trebala dobiti radnu dozvolu zbog sigurnosti.

## Slike
- Nuklearni reaktor Isar 1.
- Nuklearni reaktor Isar 2.
- Nuklearna elektrana Isar.
- Nuklearni reaktor Isar 2.